# NGC 338
NGC 338 (другие обозначения — UGC 624, MCG 05-03-34, ZWG 501.61, IRAS00578+3024, PGC 3611) — спиральная галактика в созвездии Рыбы.
Этот объект входит в число перечисленных в оригинальной редакции «Нового общего каталога».
Галактика находится в группе галактик LGG 14. Была обнаружена существенная асимметрия в кинематике и распределении газа, вызванная, возможно, приливным воздействием со стороны ближайшего соседа, расположенной в 8 минутах к северу спиральной галактики UGC 623.
См. фотографию галактики.
Галактика NGC 338 входит в состав группы галактик NGC 315. Помимо NGC 338 в группу также входят ещё 44 галактик.